# Układ współrzędnych sferycznych
Sferyczny układ współrzędnych – układ współrzędnych w trójwymiarowej przestrzeni euklidesowej.
Istnieje kilka systemów współrzędnych w przestrzeni trójwymiarowej które mogą być uważane za naturalne rozszerzenie układu biegunowego na płaszczyźnie na przestrzeń trójwymiarową. Do takich systemów zalicza się układ współrzędnych walcowych oraz dwa układy współrzędnych sferycznych, roboczo tu nazwanych „matematycznym” oraz „geograficznym”.
W obydwu tych układach istnieją współrzędne odpowiadające odległości od środka pewnej sfery i znanej z geografii długości geograficznej. Różnią się jednak trzecią współrzędną. W systemie „geograficznym” jest ona mierzona od równika (szerokość geograficzna). W systemie „matematycznym” jest ona liczona od bieguna.
W matematycznej literaturze polskojęzycznej występują obydwa typy współrzędnych sferycznych. Na przykład typ „geograficzny” jest przedstawiony w książkach Lei oraz Encyklopedii szkolnej, a typ „matematyczny” jest wprowadzany przez Borsuka, Starka czy Bronsztejna i Siemiendiajewa. W geografii (współrzędne geograficzne) i astronomii (współrzędne astronomiczne) używa się zawsze współrzędnych opisanych poniżej jako „geograficzne”.

## Rys historyczny
Sferyczny system współrzędnych został przedstawiony i rozwinięty w literaturze matematycznej dużo później niż system biegunowy na płaszczyźnie. Zwyczajowo matematycy uznają, iż system ten był wprowadzony przez Jeana Baptista Clairauta, ale Julian Coolidge ocenia jego wkład jako nieistotny.
Leonhard Euler używał tego systemu w 1748, a w 1771 podał wzory na przejście do kartezjańskiego układu współrzędnych. Podobnego systemu (i oznaczeń) użył Joseph Louis Lagrange w 1773.

## System „geograficzny”

### Współrzędne

Współrzędne punktu w „geograficznym” systemie współrzędnych sferycznych

Dowolnemu punktowi P przypisujemy jego współrzędne sferyczne:
1. promień wodzący {\displaystyle r\geqslant 0,} czyli odległość punktu P od początku układu O
2. długość geograficzną {\displaystyle -\pi \leqslant \phi <\pi ,} czyli miarę kąta między rzutem prostokątnym wektora {\displaystyle {\overrightarrow {OP}}} na płaszczyznę OXY a osią OX
3. szerokość geograficzną {\displaystyle -{\frac {1}{2}}\pi \leqslant \theta \leqslant {\frac {1}{2}}\pi ,} czyli miarę kąta między wektorem {\displaystyle {\overrightarrow {OP}}} a jego rzutem na płaszczyznę OXY. Przyjmujemy, że miara kąta jest dodatnia, jeśli rzut wektora {\displaystyle {\overrightarrow {OP}}} na oś OZ jest z nią zorientowany zgodnie i ujemna, gdy rzut ten jest zorientowany przeciwnie do osi.

Dla uniknięcia wieloznaczności przyjmuje się, że dla punktów znajdujących się na osi OZ kąt {\displaystyle \phi } ma miarę 0 i podobnie, wszystkie współrzędne sferyczne punktu 0 są równe 0.

### Przejście do układu kartezjańskiego
Konwersję z układu sferycznego na współrzędne kartezjańskie {\displaystyle x,y,z} punktu P określają wzory:
{\displaystyle x=x(r,\theta ,\phi )=r\cos \theta \cos \phi }
{\displaystyle y=y(r,\theta ,\phi )=r\cos \theta \sin \phi }
{\displaystyle z=z(r,\theta ,\phi )=r\sin \theta }
Jakobian przejścia wynosi
{\displaystyle {\frac {D(x,y,z)}{D(r,\theta ,\phi )}}=\left|{\begin{array}{c}{\frac {\partial x}{\partial r}}&{\frac {\partial x}{\partial \theta }}&{\frac {\partial x}{\partial \phi }}\\{\frac {\partial y}{\partial r}}&{\frac {\partial y}{\partial \theta }}&{\frac {\partial y}{\partial \phi }}\\{\frac {\partial z}{\partial r}}&{\frac {\partial z}{\partial \theta }}&{\frac {\partial z}{\partial \phi }}\end{array}}\right|=} {\displaystyle \left|{\begin{array}{c}\cos \theta \cos \phi &-r\sin \theta \cos \phi &-r\cos \theta \sin \phi \\\cos \theta \sin \phi &-r\sin \theta \sin \phi &r\cos \theta \cos \phi \\\sin \theta &r\cos \theta &0\end{array}}\right|=r^{2}\cos \theta }
Konwersję z układu kartezjańskiego na sferyczny zadają wzory:
{\displaystyle r={\sqrt {x^{2}+y^{2}+z^{2}}}}
{\displaystyle \phi =\operatorname {arctg} {\frac {y}{x}}}
{\displaystyle \theta =\arcsin {\frac {z}{r}}}

## System „matematyczny”

### Współrzędne

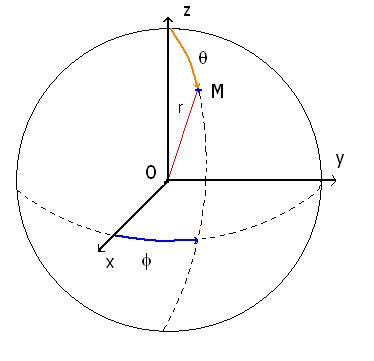
Współrzędne punktu w „matematycznym” systemie współrzędnych sferycznych

Dowolnemu punktowi M przypisujemy jego współrzędne sferyczne:
1. promień wodzący {\displaystyle r\geqslant 0,} czyli odległość punktu M od początku układu O,
2. długość azymutalna {\displaystyle 0\leqslant \phi <2\pi } (Bronsztejn podaje {\displaystyle -\pi <\phi \leqslant \pi }), czyli miarę kąta między rzutem prostokątnym wektora {\displaystyle {\overrightarrow {OM}}} na płaszczyznę OXY a dodatnią półosią OX.
3. odległość zenitalna {\displaystyle 0\leqslant \theta \leqslant \pi ,} czyli miarę kąta między wektorem {\displaystyle {\overrightarrow {OM}}} a dodatnią półosią OZ,

Dla uniknięcia wieloznaczności przyjmuje się, że dla punktów znajdujących się na osi OZ kąt {\displaystyle \phi } ma miarę 0 i podobnie, wszystkie współrzędne sferyczne punktu O są równe 0.

### Przejście do układu kartezjańskiego
Konwersję z układu sferycznego na współrzędne kartezjańskie {\displaystyle x,y,z} punktu M określają wzory:
{\displaystyle x=x(r,\theta ,\phi )=r\,\sin \theta \,\cos \phi ,}
{\displaystyle y=y(r,\theta ,\phi )=r\,\sin \theta \,\sin \phi ,}
{\displaystyle z=z(r,\theta ,\phi )=r\,\cos \theta .}
Jakobian przejścia wynosi
{\displaystyle {\frac {D(x,y,z)}{D(r,\theta ,\phi )}}=\left|{\begin{array}{c}{\frac {\partial x}{\partial r}}&{\frac {\partial x}{\partial \theta }}&{\frac {\partial x}{\partial \phi }}\\{\frac {\partial y}{\partial r}}&{\frac {\partial y}{\partial \theta }}&{\frac {\partial y}{\partial \phi }}\\{\frac {\partial z}{\partial r}}&{\frac {\partial z}{\partial \theta }}&{\frac {\partial z}{\partial \phi }}\end{array}}\right|=} {\displaystyle \left|{\begin{array}{c}\sin \theta \cos \phi &r\cos \theta \cos \phi &-r\sin \theta \sin \phi \\\sin \theta \sin \phi &r\cos \theta \sin \phi &r\sin \theta \cos \phi \\\cos \theta &-r\sin \theta &0\end{array}}\right|=r^{2}\sin \theta }
Konwersja z układu kartezjańskiego na sferyczny jest zadana przez:
{\displaystyle r={\sqrt {x^{2}+y^{2}+z^{2}}},}
{\displaystyle \theta =\operatorname {arctg} {\frac {\sqrt {x^{2}+y^{2}}}{z}}=\arccos {\frac {z}{r}},}
{\displaystyle \phi =\operatorname {arctg} {\frac {y}{x}}.}
(Funkcja {\displaystyle \operatorname {arctg} } powinna być tak dobrana, aby wynik był w odpowiedniej ćwiartce {\displaystyle y/x}).

### Oznaczenia współrzędnych

Układ współrzędnych sferycznych

Nie jest ustalony jeden system oznaczeń współrzędnych. Przykłady różnych podejść (według MathWorld) podane są poniżej (kolejno promień wodzący, długość azymutalna i odległość zenitalna):
- {\displaystyle r,\phi ,\theta } – Bronsztejn, Siemiediajew 1965, s. 280,
- {\displaystyle r,\theta ,\phi } – Korn and Korn, 1968, s. 60,
- {\displaystyle r,\phi ,\theta } – Misner et al. 1973, s. 205,
- {\displaystyle r,\phi ,\theta } – Arfken 1985, s. 102,
- {\displaystyle r,\theta ,\phi } – Zwillinger 1985, s. 297–298,
- {\displaystyle \rho ,\theta ,\phi } – Beyer 1987, s. 212,
- {\displaystyle r,\psi ,\theta } – Moon and Spencer 1988, s. 24,
- {\displaystyle r,\theta ,\phi } – MathWorld 2005.

## Układ sferyczny w astronomii
W astronomii układ sferyczny to umowny sposób, w jaki podaje się współrzędne na sferze niebieskiej lub na powierzchni kuli ziemskiej. Można tego dokonać wybierając koło główne oraz główne kierunki na tym kole. W takim wypadku jedna ze współrzędnych to kąt między płaszczyzną koła głównego a kierunkiem do określonego punktu należącego do powierzchni kuli, druga natomiast stanowi kąt dwuścienny pomiędzy półpłaszczyznami prostopadłymi do płaszczyzny koła głównego, z których jedna ustawiona jest w kierunku głównym, druga przechodzi przez określony punkt.

## Współrzędne hipersferyczne
Analogicznie do współrzędnych sferycznych w euklidesowej przestrzeni trójwymiarowej definiuje się system współrzędnych hipersferycznych dla dowolnej przestrzeni euklidesowej {\displaystyle n}-wymiarowej, w których składowymi są
1. promień wodzący {\displaystyle r\geqslant 0,} czyli odległość punktu M od początku układu O,
2. {\displaystyle (n-1)} współrzędnych kątowych {\displaystyle \phi _{1},\phi _{2},\dots ,\phi _{n-1},} gdzie:
  - {\displaystyle \phi _{1},\phi _{2},\dots ,\phi _{n-2}} zawierają się w przedziałach {\displaystyle [0,\pi ],}
  - {\displaystyle \phi _{n-1}} zawiera się w przedziale {\displaystyle [0,2\pi ).}

### Przejście do układu kartezjańskiego
Jeśli przez {\displaystyle x_{i},i=1,2,\dots ,n} oznaczy się współrzędne kartezjańskie punktu {\displaystyle M}, to można je wyznaczyć w zależności od współrzędnych hipersferycznych wg wzorów
{\displaystyle x_{1}=r\cos(\phi _{1}),}
{\displaystyle x_{2}=r\sin(\phi _{1})\cos(\phi _{2}),}
{\displaystyle x_{3}=r\sin(\phi _{1})\sin(\phi _{2})\cos(\phi _{3}),}
{\displaystyle {}\,\,\,\vdots }
{\displaystyle x_{n-1}=r\sin(\phi _{1})\ldots \sin(\phi _{n-2})\cos(\phi _{n-1}),}
{\displaystyle x_{n}=r\sin(\phi _{1})\ldots \sin(\phi _{n-2})\sin(\phi _{n-1}).}

### Przejście do układu hipersferycznego
Konwersję z układu współrzędnych kartezjańskich na współrzędne hipersferyczne punktu {\displaystyle M} określają wzory
{\displaystyle {\begin{aligned}r&={\sqrt {{x_{n}}^{2}+{x_{n-1}}^{2}+\cdots +{x_{2}}^{2}+{x_{1}}^{2}}}\\[6pt]\varphi _{1}&=\operatorname {arcctg} {\frac {x_{1}}{\sqrt {{x_{n}}^{2}+{x_{n-1}}^{2}+\cdots +{x_{2}}^{2}}}}&&=\arccos {\frac {x_{1}}{\sqrt {{x_{n}}^{2}+{x_{n-1}}^{2}+\cdots +{x_{1}}^{2}}}}\\[6pt]\varphi _{2}&=\operatorname {arcctg} {\frac {x_{2}}{\sqrt {{x_{n}}^{2}+{x_{n-1}}^{2}+\cdots +{x_{3}}^{2}}}}&&=\arccos {\frac {x_{2}}{\sqrt {{x_{n}}^{2}+{x_{n-1}}^{2}+\cdots +{x_{2}}^{2}}}}\\[6pt]&\,\,\,\vdots &&\,\,\,\vdots \\[6pt]\varphi _{n-2}&=\operatorname {arcctg} {\frac {x_{n-2}}{\sqrt {{x_{n}}^{2}+{x_{n-1}}^{2}}}}&&=\arccos {\frac {x_{n-2}}{\sqrt {{x_{n}}^{2}+{x_{n-1}}^{2}+{x_{n-2}}^{2}}}}\\[6pt]\varphi _{n-1}&=2\operatorname {arcctg} {\frac {x_{n-1}+{\sqrt {x_{n}^{2}+x_{n-1}^{2}}}}{x_{n}}}&&={\begin{cases}\arccos {\frac {x_{n-1}}{\sqrt {{x_{n}}^{2}+{x_{n-1}}^{2}}}}&x_{n}\geqslant 0,\\[6pt]2\pi -\arccos {\frac {x_{n-1}}{\sqrt {{x_{n}}^{2}+{x_{n-1}}^{2}}}}&x_{n}<0.\end{cases}}\end{aligned}}}
Jeżeli  {\displaystyle x_{i}\neq 0} dla pewnego {\displaystyle i,} a pozostałe współrzędne kartezjańskie są równe zeru, to {\displaystyle \psi _{i}=0} gdy {\displaystyle x_{i}>0} oraz {\displaystyle \psi _{i}=\pi \,\,(180^{\circ })} gdy {\displaystyle x_{i}<0.}
Wzory te są jednoznaczne, poza szczególnymi przypadkami: wszystkie współrzędne {\displaystyle \psi _{i}} będą niejednoznacznie określone, gdy  wszystkie współrzędne kartezjańskie będą równe zeru; wtedy można wybrać {\displaystyle \psi _{i}=0}.